# CRISP3
A proteína secretora rica em cisteína 3 é uma proteína secretora rica em cisteína que em humanos é codificada pelo gene CRISP3.